# Дисцина
Дисцина (Discina Fr.) — рід грибів родини дисцинові (Discinaceae). Цей таксон був вперше класифікований Еліасом Фрісом в 1822 році під назвами Peziza і Discina.

## Будова
Плодові тіла — Апотеції великі, від 2-5 см до 15 см в діаметрі, чашеподібні, пізніше блюдцевидні або розпростерті, з хвилястим коричневим або бурим диском, з товстою короткою складчастою ніжкою, ззовні світлого кольору.

## Види
- Discina accumbens
- Discina ancilis — Дисцина щитоподібна
- Discina australica
- Discina brunnea
- Discina caroliniana
- Discina corticalis
- Discina disticha
- Discina epixyla
- Discina fastigiata
- Discina ferruginascens
- Discina geogenius
- Discina lenta
- Discina martinii
- Discina megalospora
- Discina melaleuca
- Discina montana
- Discina pallida
- Discina pallidorosea
- Discina radiosensilis
- Discina roblinensis
- Discina urnula

## Поширення та середовище існування
Розповсюджені на ґрунті в лісах та парках.